# Козлодуј
Козлодуј (буг. Козлодуй) град је у Републици Бугарској, у северном делу земље, седиште истоимене општине Козлодуј у оквиру Врачанске области.
Град Козлодуј је познат по истоименој нуклеарној електрани.

## Географија
Положај: Козлодуј се налази у северном делу Бугарске, на граници са Румунијом — граница је река Дунав. Од престонице Софије град је удаљен 190 km северно, а од обласног средишта, (Враце град је удаљен 80 km северно.
Рељеф: Област Козлодуја се налази у области бугарског Подунавља. Град се сместио на десној обали Дунава, на око 40 метара надморске висине.
Клима: Клима у Козлодују је конитнентална.
Воде: Козлодуј се налази на десној обали Дунава, који је овде граница ка Румунији. Наспрам града налази се истоимена Козлодујска ада.

## Историја
Област Козлодуја је првобитно било насељено Трачанима, а после њих овом облашћу владају стари Рим и Византија. Јужни Словени ово подручеје насељавају у 7. веку. Од 9. века до 1373. године област је била у саставу средњовековне Бугарске.
Крајем 14. века област Козлодуја је пала под власт Османлија, који владају облашћу 5 векова.
1878. године град је постао део савремене бугарске државе. Насеље постоје убрзо средиште окупљања за села у околини, са више јавних установа и трговиштем. Међутим, прави развој града започео је са изградњом нуклеарне централе од 1970. г.

## Становништво
По проценама из 2007. године. Козлодуј је имао око 14.500 ст. Огромна већина градског становништва су етнички Бугари. Остатак су махом Роми. Последњих деценија град губи становништво због удаљености од главних токова развоја у земљи.
Претежан вероисповест месног становништва је православна.

## Галерија
- Дунав код Козлодуја
- Нуклеарна централа
- Градски стадион